# Holomitrium rhyparodictyon
Holomitrium rhyparodictyon är en bladmossart som beskrevs av Potier de la Varde 1950. Holomitrium rhyparodictyon ingår i släktet Holomitrium och familjen Dicranaceae. Inga underarter finns listade i Catalogue of Life.